# 오산원일중학교
오산원일중학교(烏山園一中學校)는 대한민국 경기도 오산시 원동에 있는 공립 중학교이다.

## 학교 연혁
- 2007년 1월 8일 : 오산원일중학교 설립 인가 (30학급)
- 2007년 3월 1일 : 초대 임헌영 교장 취임
- 2007년 3월 2일 : 제1회 신입생 입학 (4학급 배정, 158명)
- 2008년 2월 12일 : 제1회 졸업식 (1학급 16명 졸업)
- 2023년 9월 1일 : 제5대 이윤경 교장 취임
- 2024년 1월 5일 : 제17회 졸업식(10학급 350명)
- 2024년 3월 4일 : 제18회 입학식(10학급 333명)

## 참고 자료
- 오산원일중학교 - 한국교육학술정보원 학교알리미